# Соколов, Максим Юрьевич (журналист)
Макси́м Ю́рьевич Соколо́в (10 сентября 1959, Москва — 30 декабря 2023, Шишкино, Зубцовский округ, Тверская область) — российский журналист, обозреватель ВГТРК и журнала «Эксперт». Многолетний обозреватель еженедельника «Коммерсантъ» и газеты «Известия». Бывший ведущий программы «Однако» (Первый канал).

## Биография
Окончил среднюю физико-математическую школу № 2 г. Москвы. В 1981 году окончил филологический факультет МГУ, являлся специалистом по русскому фольклору и русской литературе XVIII—XIX веков. После окончания университета работал программистом в различных НИИ Москвы. С момента создания в 1989 по 1997 год работал корреспондентом еженедельника «Коммерсантъ», где получил всероссийскую известность в качестве одного из основоположников нового стиля российской журналистики.
Печатался в «Независимой газете», «Сегодня», «Русском телеграфе» и журналах «Век XX и мир», «Столица», «Октябрь», «Огонёк» и «Soviet analyst» (Великобритания). С 1998 по 2015 годы был постоянным автором журнала «Эксперт», где вёл еженедельную авторскую колонку «На улице правды». С 1998 до марта 2010 года сотрудничал с газетой «Известия». 22 марта 2010 года М. Ю. Соколов объявил, что напишет заявление об уходе из «Известий» после того, как из газеты была снята его колонка с критикой решения о строительстве центра высоких технологий в Сколково. Затем вновь публиковался в «Известиях» с сентября 2011 по апрель 2016 года.
В 2002—2007 годах Максим Соколов был одним из основных авторов интернет-сайта GlobalRus.ru (опубликовано более ста статей). Публиковался в различных интернет-изданиях — «Русском журнале», Взгляд.ру, «РИА Новости» (с августа 2014 года), «Комсомольской правде» (с декабря 2018 г.), «RT». С февраля 2016 публикуется на сайте «УМ +».
Работал на телевидении в программах «Намедни 1961—2003: Наша эра» (НТВ) и «Пресс-экспресс», «Однако» (Первый канал), «Реплика» (Россия 24). В 2012—2014 годах был обозревателем на телеканале «Россия-24».
По итогам международного фестиваля mass-media «Гонг-94» признан лучшим пишущим журналистом 1994 года.
Скончался 30 декабря 2023 года у себя на даче в деревне Шишкино Зубцовского муниципального округа Тверской области в возрасте 64 лет; похоронен в соседней деревне Столипино.

## Взгляды и политическая позиция
В политических организациях не состоял. К любым формам общественной активности — избирательным кампаниям, забастовкам, голодовкам, митингам и так далее — проявлял интерес исключительно как журналист. Свои политические взгляды именовал «буржуазно-либеральными». Являлся сторонником умеренного прогресса в рамках законности: «Как ни нелепо наше сусло бродит, в конце концов является вино». Называл себя «спокойным националистом», по этому поводу говорил: «Другие народы и сами устроятся, а я бы хотел, чтобы и мы неплохо жили».
В январе 2003 года совместно с Михаилом Леонтьевым, Александром Приваловым и Валерием Фадеевым подписал Меморандум Серафимовского клуба «От политики страха к политике роста».
О своём отношении к власти во время подъёма протестных выступлений 2011—2013 годов высказался так: «Я не испытываю по поводу нынешней власти никакого восторга, но мне доводилось видеть вещи, которые вызывали ещё меньше восторга». Свою консервативную позицию Максим Соколов иллюстрировал словами Пушкина, написанными после изучения истории пугачевского бунта: «Лучшие и прочнейшие изменения — те, которые происходят от постепенного улучшения нравов. А те, кто хочет всевозможных переворотов, либо молоды и не знают нашего народа, либо люди уж совсем бессердечные, которым "чужая головушка — полушка, да и своя шейка — копейка"».
Выступил в поддержку войны против Украины, в одной из последних своих публикаций говорил о необходимости «принудить Украину к капитуляции».

## Семья
Был женат.

## Награды и признание
1994 — признан  лучшим пишущим журналистом года на международном фестивале масс-медиа «Гонг-94».

## Список произведений
- Соколов М. Ю. Поэтические воззрения россиян на историю: В 2 кн. — М.: SPSL: Русская панорама, 1999. — Т. 1: Разыскания. — 504 с. — (Очерки новейшей истории). — 6000 экз. — ISBN 5-93165-018-0.
- Соколов М. Ю. Поэтические воззрения россиян на историю: В 2 кн. — М.: SPSL: Русская панорама, 1999. — Т. 2: Дневники. — 432 с. — (Очерки новейшей истории). — 6000 экз. — ISBN 5-93165-019-9.
- Соколов М. Ю. Чуден Рейн при тихой погоде. Новые разыскания. — М.: SPSL: Русская панорама, 2003. — 544 с. — (Очерки новейшей истории). — 2000 экз. — ISBN 5-93165-098-9.
- Соколов М. Ю. Удовольствие быть сиротой // История и антиистория. Критика «новой хронологии» академика А. Т. Фоменко. — М.: Языки русской культуры, 2000. — С. 76—81. — ISBN 5-7859-0146-3.
- Леонтьев М., Привалов А., Соколов М., Фадеев В. Меморандум Серафимовского клуба: От политики страха к политике роста. ИА REGNUM (14 января 2003). Дата обращения: 25 мая 2009.

## Критика
- Андрей Зорин. Скучная история // «Неприкосновенный запас» 2000, № 4(12)
- Ольга Славникова. Максим Соколов и его Мнемозина // «Новый Мир» 2000, № 6
- Андрей Цуканов. Максим Соколов. Поэтические воззрения россиян на историю // «Знамя» 2000, № 12
- Николай Руденский. Максим и вопросы языкознания. Grani.ru (15 ноября 2006). Дата обращения: 25 мая 2009. Архивировано 19 февраля 2012 года.
- Олег Проскурин. Максим Соколов: генезис и функции «забавного слога». // «Новое литературное обозрение» 2000, № 41
- Сергей Козлов. Заметки о стиле Максима Соколова. // «Новое литературное обозрение» 2000, № 41